# Joan Baptista Pujol i Riu

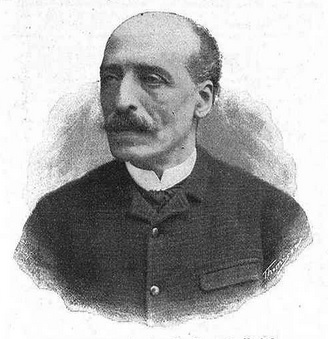
Joan Baptista Pujol i Riu

Joan Baptista Pujol i Riu (* 22. März 1835 in Barcelona; † 28. Dezember 1898 ebenda) war ein katalanischer Pianist, Musikpädagoge und Komponist. Pujol gilt zusammen mit seinem Lehrer Pere Tintorer als Begründer der Katalanischen Pianistenschule, aus der Künstler wie Enric Granados, Isaac Albéniz und Alicia de Larrocha hervorgegangen sind.

## Biografie
Joan Baptista Pujol begann seine Studien bei A. Horta und Pere Tintorer in Sant Cugat. Anschließend ging er mit Tintorer nach Barcelona. Mit 16 Jahren wechselte Pujol an das Konservatorium von Paris. In den Klassen von Georges Bizet und Jules Massenet studierte er Harmonielehre, bei Napoléon-Henri Reber Klavier.
Im Jahr 1871 verließ er wegen des Deutsch-Französischen Krieges Paris und ließ sich in Barcelona nieder. Hier wurde er als Musikpädagoge tätig. Einer seiner Schüler war Isaac Albéniz. 1872 rief er einen Klavierpreis ins Leben. Im Jahr 1881 begründete er eine Konzertreihe, innerhalb der unter anderem Jules Massenet, Camille Saint-Saëns und der Katalane Bonaventura Frígola als Künstler auftraten. Als Pianist war er an der Gründung der Katalanischen Pianistenschule beteiligt, in der besonders auf Virtuosität und herausragende Interpretation Wert gelegt wurde.
1886 wurde er Professor und später auch Direktor der Escola Municipal de Música de Barcelona, dem Konservatorium von Barcelona. 1886 gründete er einen Musikverlag, der Noten für klassische sowie für katalanische und spanische Volksmusik herausgab. Pujol hat ein umfangreiches kompositorisches Werk von Klavierwerken und klavierbegleiteten Liedern hinterlassen, obwohl einige Originalwerke beim kriegsbedingten Brand seines Wohnhauses in Paris verloren gingen.

## Kompositionen (Auswahl)
- Guspira. Für Gesang und Harmonium nach einem Text von Pere Ferrés i Costa. Beilage zu La dona catalana.